# Epicauta unicalcarata
Epicauta unicalcarata är en skalbaggsart som beskrevs av Champion 1892. Epicauta unicalcarata ingår i släktet Epicauta och familjen oljebaggar. Inga underarter finns listade i Catalogue of Life.